# Nicolas Gelders
Pour les articles homonymes, voir Gelders.
Nicolas Gelders (Maaseik, 30 mai 1788 — Aix-la-Chapelle, 24 juillet 1832), est un membre du Congrès national belge de 1830. Il fut élu pour la province de Limbourg, arrondissement de Ruremonde.